# Вилы (Черниговская область)
Вилы (укр. Вили) — село в Носовском районе Черниговской области Украины. Население 24 человека. Занимает площадь 0,27 км².
Код КОАТУУ: 7423881502. Почтовый индекс: 17145. Телефонный код: +380 4642.

## Власть
Орган местного самоуправления — Калиновский сельский совет. Почтовый адрес: 17145, Черниговская обл., Носовский р-н, с. Калиновка, ул. Шевченко, 2.